# 伊瓦諾韋謝利謝
49°31′7″N 33°33′10″E / 49.51861°N 33.55278°E
伊萬諾韋塞利謝（烏克蘭語：Іванове Селище），是位於烏克蘭中部的村落，隸屬波爾塔瓦州的克雷門丘克區。該村處於霍羅爾河右岸，距離傑姆琴基和巴甫利夫卡1.5公里，面積3.23平方公里，海拔高度85米，2001年人口715。